# Plataforma de gran altitud

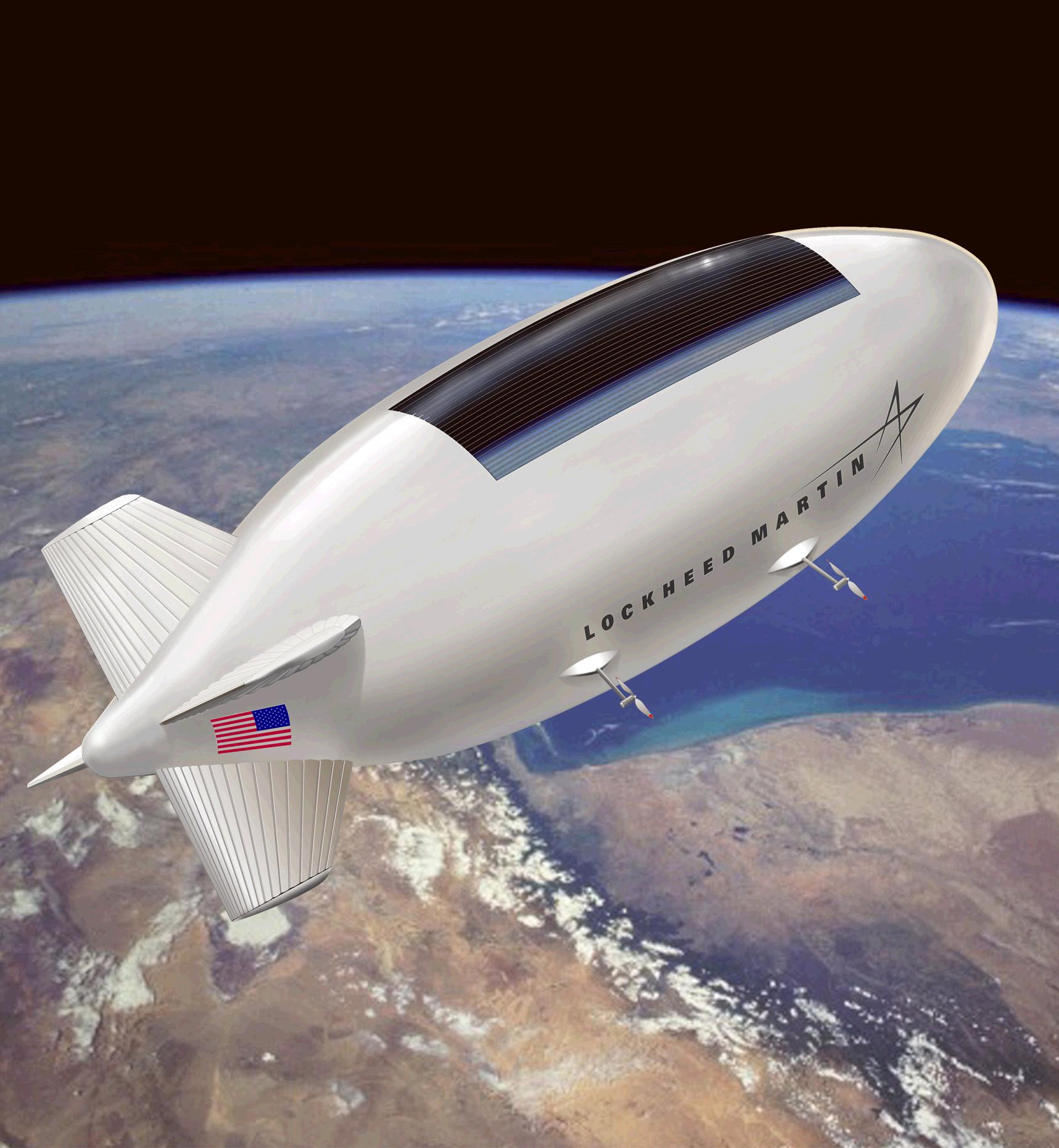
Dirigible de gran altura utilizado como portador de HAPS

Una plataforma estación de gran altitud o HAPS (en inglés: high altitude platform station), también conocido como pseudosatélite, satélite atmosférico o drón HALE (high-altitude long-endurance, gran autonomía y altitud). es un objeto volador cuasi-estacionario y no tripulado situado a gran altitud.
Dichas plataformas pueden utilizarse para la vigilancia (tráfico, eventos, meteorología) o, a las altitudes adecuadas, para las comunicaciones móviles sin el conocido retraso de los satélites de comunicaciones. También hay usos potenciales en la observación de la Tierra y la astronomía.

## Ejemplos
Hay algunos proyectos en desarrollo o en fase experimental. Se utilizarán aviones o aeronaves como lanzadores.
- ARC – Airborne Relay Communications/USA, Base: Prallluftschiff
- HAA – High Altitude Airship, Lockheed Martin (USA), Base: Solarluftschiff
- HALE – High Altitude Long Endurance (antes DASA) sobre la base de un dirigible de impacto (véase también MALE)
- SkyDragon (Alemania) – TAO-Group, Base: Dirigible articulado, vuelo de los primeros prototipos en 2002
- SPA – Stratospheric Platform Airship (NLA/Japan) Base: Kielluftschiff Proyecto de la Agencia Científica Japonesa y el Ministerio de Correos y Telecomunicaciones
- Skystation – (EE. UU.), Base: Dirigible de impacto
- StratSat – (Reino Unido) – Advanced Technology Group (ATG), Base: Dirigible de impacto
- HALO – High Altitude and Long Range Research Aircraft
- Proteus – aviones tripulados de gran altitud/Estados Unidos
- CHHAPP – Composite Hull High Altitude Powered Platform (EE. UU.): Familia de aeronaves militares y científicas de gran altitud.
- HiSentinel, Southwest Research Institute/EE. UU. en cooperación con el ejército estadounidense (CHHAPP-Projekt), Base: La aeronave de impacto no tripulada, de 44,5 m de longitud, alcanzó una altitud de vuelo de 22 555 m (74 000 pies) el 8 de noviembre de 2005. Se lanza deshinchado y sólo adquiere su forma cuando el gas se expande.
- SkyTower – AeroVironment/EE. UU., Prototipo: Helios-Solarflugzeug
- AVCS – General Atomics/EE. UU. es también productor de Aufklärungsdrohnen
- Heliplat – Helio Platform de la Agencia Espacial Italiana, Base: Solarflugzeug
- Stratellite – Sanswire Networks, LLC/USA, Base: Nave solar, el vuelo inaugural del prototipo militar fue en otoño de 2005.
- Corea del Sur: Dirigible de 50 m y 4.000 m² del Korea Aerospace Research Institute (KARI) en colaboración con la Aeros Corporation.
- Aerosphere – (EE. UU.), aeronave en forma de cúpula
- H-Aero – (Alemania) Sistemas de lanzamiento basados en el LTA para la exploración de Marte,[4] cuyo desarrollo se realiza a través de plataformas terrestres de gran altitud. Los sistemas iniciales están en pruebas[5]

- Airbus Zephyr –  Desde 2018[6]se construye en serie.

## Literatura
- Alejandro Aragón-Zavala, et al.: High-altitude platforms for wireless communications. Wiley, Chichester 2008, ISBN 0-470-51061-7.
- Robert A. Fesen: A High-Altitude, Station-Keeping Astronomical Platform. Proc.SPIE Int.Soc.Opt.Eng. 6267 (2006), @ arxiv

## Enlaces web
- High-Altitude Airships for the Future Force Army rand.org, subido el 29 de mayo de 2015. Mai 2015
- Timeliness of Science on Airships KISSCaltech@YouTube